# Mordellistena ferruginoides
Mordellistena ferruginoides är en skalbaggsart som beskrevs av Smith 1882. Mordellistena ferruginoides ingår i släktet Mordellistena och familjen tornbaggar. Inga underarter finns listade i Catalogue of Life.